# Dudgah
Dudgah é uma cidade do Afeganistão, localizada na província de Badaquexão.